# 柔枝千孔珊瑚
柔枝千孔珊瑚（学名：Millepora murrayi）为千孔珊瑚科千孔珊瑚屬下的一个种。